# دونالد لیندن
دونالد لیندن (انگلیسی: Donald Linden; ۳ مارس ۱۸۷۷ – ۱۳ مارس ۱۹۶۵) ورزشکار دو و میدانی اهل کانادا بود.